# Enallagma divagans
Enallagma divagans là một loài chuồn chuồn kim trong họ Coenagrionidae.
Enallagma divagans được Selys miêu tả khoa học năm 1876.